# Peter Mädler
Peter Mädler (* 10. Juli 1943 in Opperau, Landkreis Breslau, Provinz Niederschlesien; † 26. April 1963 in Kleinmachnow) war ein Todesopfer an der Berliner Mauer.
Mädler wurde adoptiert, lebte in Hoyerswerda und erlernte von 1958 bis 1961 den Beruf des Elektromonteurs in der Betriebsberufschule des Kraftwerkes Lauta. Danach war er bis Anfang 1961 als Elektriker im Kraftwerk Lübbenau tätig.
Mädler versuchte am frühen Morgen des 26. April 1963 durch den Teltowkanal schwimmend aus der DDR nach West-Berlin zu flüchten und wurde von DDR-Grenzsoldaten beschossen. Mädler tauchte unverletzt unter, wurde aber tödlich getroffen, als er direkt vor der Grenze wieder auftauchte. Mädler versank im Kanal, seine Leiche wurde am Nachmittag des Tages geborgen. Sein Urnengrab befand sich auf dem Waldfriedhof in Hoyerswerda. Das Landgericht Potsdam verurteilte die beiden Grenzsoldaten, die nach der Tat die Medaille für vorbildlichen Grenzdienst verliehen bekamen, 1995 zu Freiheitsstrafen von 18 Monaten auf Bewährung.